# Tranquillityit
Tranquillityit ist ein sehr selten vorkommendes Mineral aus der Mineralklasse der „Silikate und Germanate“. Es kristallisiert im hexagonalen Kristallsystem mit der Zusammensetzung Fe82+Ti3(Zr,Y)2[O12|(SiO4)3], ist also chemisch gesehen ein Inselsilikat mit Sauerstoff als zusätzlichen Anionen sowie Eisen, Titan und Zirconium bzw. kleineren Anteilen Yttrium, der das Zirconium diadoch ersetzen kann.

## Etymologie und Geschichte
Benannt ist es nach dem Mare Tranquillitatis (Meer der Ruhe) auf dem Mond, wo 1969 während der Apollo 11-Mission die Gesteinsproben gesammelt wurden, in denen das Mineral später entdeckt wurde. Es war das letzte auf dem Mond gefundene Mineral, das man für einzigartig hielt, d. h. ohne Vorkommen auf der Erde, bis es 2011 auch in Australien gefunden wurde.
1970 fanden Materialwissenschaftler in der Mondgestein-Probe Nr. 10047 ein unbekanntes Silikatmineral, das Eisen, Titan und Zirconium sowie Seltene Erden enthielt. Die erste detaillierte Analyse des neuen Minerals wurde 1971 veröffentlicht und der Namensvorschlag Tranquillityit von der International Mineralogical Association (IMA) akzeptiert. Später wurde entdeckt, dass es in den Mondgestein-Proben aller Apollo-Missionen enthalten ist.

## Klassifikation
In der veralteten 8. Auflage der Mineralsystematik nach Strunz war der Tranquillityit noch nicht aufgeführt.
In der zuletzt 2018 überarbeiteten Lapis-Systematik nach Stefan Weiß, die formal auf der alten Systematik von Karl Hugo Strunz in der 8. Auflage basiert, erhielt das Mineral die System- und Mineralnummer VIII/B.07-010. Dies entspricht der Klasse der „Silikate“ und dort der Abteilung „Inselsilikate mit tetraederfremden Anionen“, wo Tranquillityit als einziges Mineral eine unbenannte Gruppe mit der Systemnummer VIII/B.07 bildet.
Die von der International Mineralogical Association (IMA) zuletzt 2009 aktualisierte 9. Auflage der Strunz’schen Mineralsystematik ordnet den Tranquillityit in die Klasse der „Silikate und Germanate“ und dort in die Abteilung „Inselsilikate (Nesosilikate)“ ein. Hier ist das Mineral in der Unterabteilung „Inselsilikate mit zusätzlichen Anionen; Kationen in meist [6]er- und > [6]er-Koordination“ zu finden, wo es als einziges Mitglied eine unbenannte Gruppe mit der Systemnummer 9.AG.90 bildet.
In der vorwiegend im englischen Sprachraum gebräuchlichen Systematik der Minerale nach Dana hat Tranquillityit die System- und Mineralnummer 78.07.16.01. Das entspricht der Klasse der „Silikate“ und dort der Abteilung „Unklassifizierte Silikatminerale“. Hier findet er sich innerhalb der Unterabteilung „Unklassifizierte Silikate: komplett unklassifizierte Silikate“ als einziges Mitglied in einer unbenannten Gruppe mit der Systemnummer 78.07.16.

## Kristallstruktur
Tranquillityit kristallisiert hexagonal mit den Gitterparametern a = 11,69 Å und c = 22,25 Å sowie 3 Formeleinheiten pro Elementarzelle.

## Eigenschaften
Die analysierten Proben enthalten weniger als 10 % Verunreinigungen (Y, Al, Mn, Cr, Nb und andere Seltene Erden) sowie bis zu 0,01 % (100 ppm) Uran. Diese Uranmenge ermöglichte es, das Alter von Tranquillityit und einiger assoziierter Minerale in Apollo 11-Proben mittels Uran-Blei-Methode mit 3710 Millionen Jahren zu ermitteln. Man vermutet, dass die vorwiegend amorphe metamikte Struktur des Tranquillityit durch Alphastrahlung aus dem Zerfall des Urans hervorgerufen wird.
Die Kristalle erhielt man durch Glühen der Proben bei 800 °C für 30 Minuten. Durch längeres Glühen wurde die Kristallqualität nicht verbessert, Glühen bei höheren Temperaturen führte zu spontanem Bruch der Proben. Eine Tranquillityit-ähnliche kristalline Phase ist synthetisiert worden durch Mischung von Oxidpulvern im gleichen Verhältnis wie im Mondgestein und Glühen der Mischung bei 1500 °C. Die entstehende Phase war nicht rein, sondern durchsetzt mit verschiedenen intermetallischen Verbindungen.

## Bildung und Fundorte
Tranquillityit formt dünne, bis zu 15 mal 65 Mikrometer große Streifen in basaltischen Gesteinen, in denen es in einer späten Kristallisationsphase gebildet wird. Tranquillityit ist assoziiert mit Troilit, Pyroxferroit, Cristobalit und Alkalifeldspaten. Es ist beinahe opak und erscheint als dünnes Kristall dunkel rot-braun.
Wie Armalcolit und Pyroxferroit wurde Tranquillityit erst später auf der Erde gefunden, so unter anderem als Fragment im Marsmeteorit NWA 856 aus Nordwest-Afrika. Auch diese Partikel stammen jedoch nicht ursprünglich von der Erde.
Erst 2011 entdeckte man an sechs Stellen der Pilbara-Region in Westaustralien original irdische Vorkommen von Tranquillityit.
Dazu gehören einige Dykes und Lagergänge aus Diabas- und Gabbro-Gestein, die aus dem Proterozoikum bis Kambrium stammen. Das Tranquillityit tritt hier in Form von eingelagerten Körnern in Zirkonolith, Baddeleyit und Apatit auf, assoziiert mit Endphasen-Verwachsungen von Quarz und Feldspat.